# Interkantonalt konkordat
Ett interkantonalt konkordat (ty. interkantonales Konkordat, fr. concordat intercantonal) är i Schweiz ett traktat mellan två eller flera kantoner. Sådana överenskommelser träffas inom områden som inte, eller delvis, omfattas av förbundsrätt, exempelvis skol-,  polis- och byggnadsväsen.

## Historia
Mediationsakten från 1803 upphävde alla tidigare fördrag mellan kantoner. Snart krävde dock kantonen Bern att överenskommelser med Solothurn om de kyrkliga förhållandena i det reformerta distriktet Bucheggberg i Solothurn skulle fortsätta gälla. Samma år beslöt förbundsförsamlingen (ty. Tagsatzung) att tillåta interkantonala fördrag inom vissa områden. Förbundsförsamlingen måste dock informeras om dessa. Beteckningen konkordat användes eftersom det första fallet gällde ett konfessionellt spörsmål.
Möjligheten att träffa konkordat bibehölls vid de konstitutionella förändringarna 1815 och 1848. 
Vissa konkordat, exempelvis det gällande vapenhandel, har ersatts av förbundsbestämmelser.